# Morning Glory (오아시스의 노래)
〈Morning Glory〉는 노엘 갤러거가 작곡한 영국의 록 밴드 오아시스의 곡으로 1995년 9월에 두 번째 음반 《(What's the Story) Morning Glory?》에 발매되었다. 그 곡은 호주와 뉴질랜드에서만 상업적인 싱글 릴리즈를 받았고 또한 미국에서 라디오 싱글이었다.

## 참여 인원
- 리암 갤러거 - 리드 보컬, 탬버린
- 노엘 갤러거 - 리드 기타, 백 보컬
- 폴 아서스 - 리듬 기타
- 폴 맥기건 - 베이스 기타
- 앨런 화이트 - 드럼